# 大田广域市
36°21′04″N 127°23′06″E / 36.351°N 127.385°E

大田广域市（韩语：／ Daejeon gwangyeoksi */?），簡稱大田（韩语：／ Daejeon */?，發音：[tɛdʑʌn] ⓘ），是位於韓國中部的廣域市。是韩国第五大城市，於2012年及之前曾為忠清南道的首府。截至2021年4月，全市人口为1,457,619人。大田是韩国京釜线、湖南线、京釜高速公路、湖南高速公路的交汇处，是韩国铁道公社总部所在地。世宗特別自治市位于大田广域市旁边。目前韩国关税厅、统计厅、特许厅、调达厅、兵务厅、山林厅、文化财厅、中小企业厅等12个政府机关位于大田市。
大田是韩国科技中心，许多韩国研究机构像韩国科学技术院（KAIST），韩国电子和电信研究院（ETRI），韩国航空宇宙研究院（KARI）都位于大田市。位于大田儒城区的大田科技园内驻有79个研究机构和28个韩国政府主管的研究所，拥有5万人以上研究人员。大田于1998年主办成立了世界科学城市联盟（WTA）。 目前，WTA已经发展成为拥有32个国家67个机构的国际组织，作为UNESCO的正式咨询机构，与众多国际组织展开了积极的合作。1993年，大田市还曾举办1993年世界博览会。

## 历史

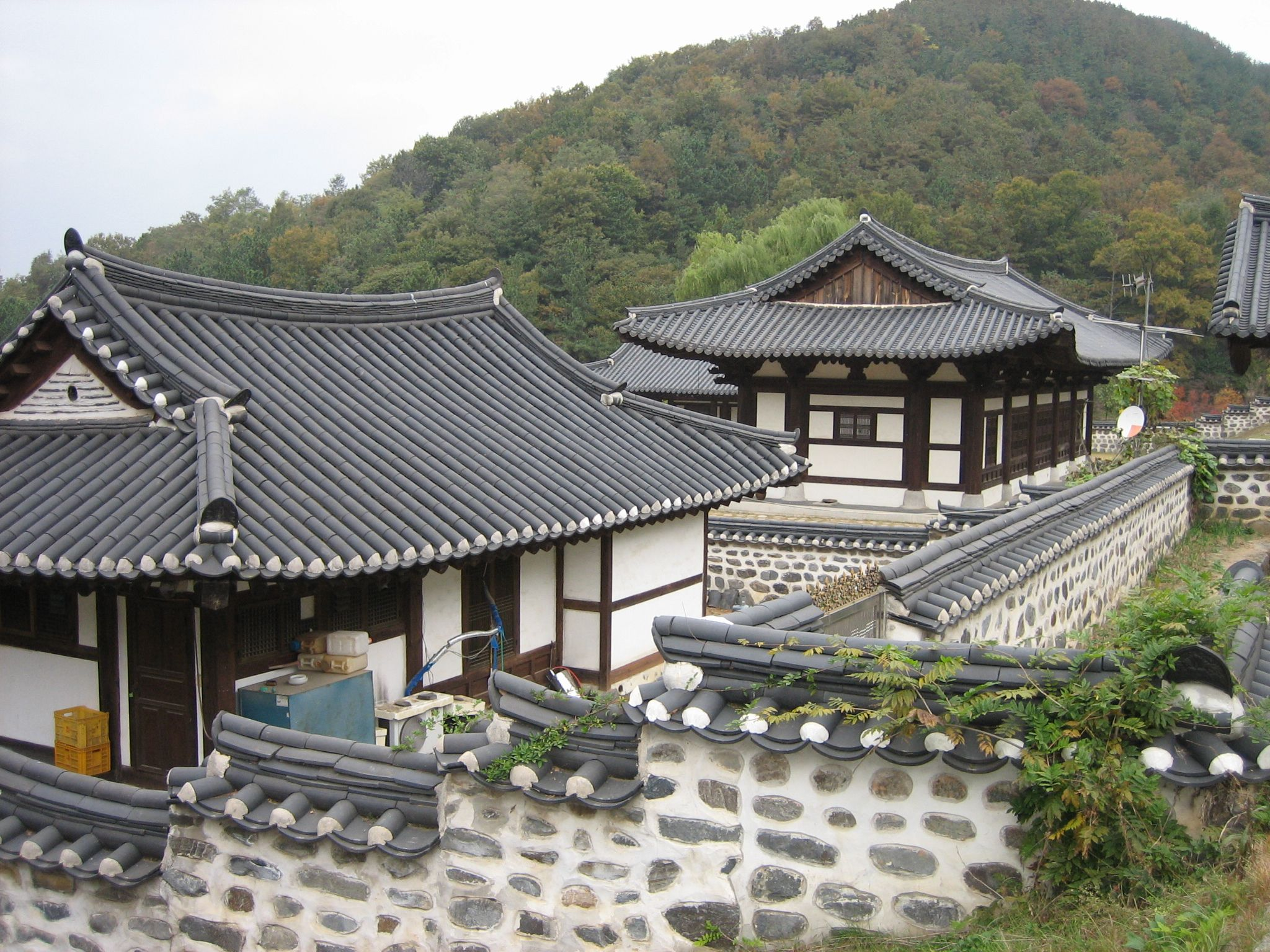
尤庵历史公园

大田旧称“（Hanbat）”，意为“辽阔的田地”。三国时期，大田隶属百济。新罗景德王时期在此设儒城县，是丰县的属县。高丽王朝时期，丰县改称怀德县，后在显宗时期编入公州。朝鲜王朝时期，大田属公州郡山内面，1895年（高宗32年）编入怀德郡。:287
1905年京釜线开通后，大田得到飞速发展。1914年，怀德郡与镇岑郡、公州郡的一部分合并成立大田郡。1932年，忠清南道道厅从公州迁往大田，大田成为忠清南道的政治、经济、文化要地。1935年实施府制后，大田郡升级成为大田府。:287
1949年，大田改名为大田市。1989年1月，大田升级为直辖市，并将大德郡划入其范围，新设了儒城区、大德区。1995年1月，大田直辖市改名为大田广域市:287。2012年12月28日，忠清南道道廳遷往洪城郡，結束其道廳歷史。

## 地理

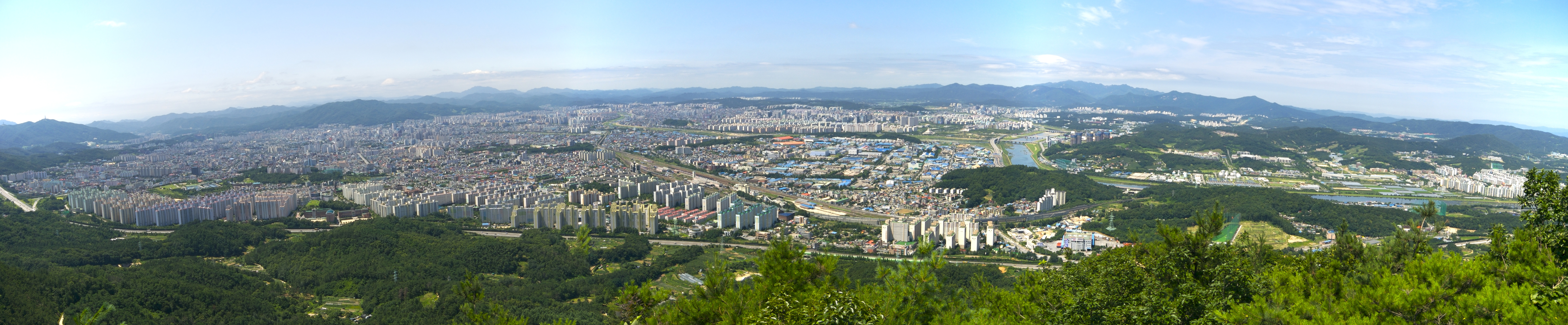
大田广域市全景

大田广域市位于韩国忠清南道东南部，东邻忠清北道报恩郡、沃川郡，西与忠清南道论山市、公州市相接，南临忠清南道锦山郡，北接忠清北道清原郡和忠清南道燕歧郡，面积539.84平方公里，人口超140万。大田广域市地处韩国地理的中心部位，北距首尔167.3公里，南距釜山238.2公里。:287
大田处在群山环抱的内陆盆地，西面是鸡龙山国立公园（主峰鸡龙山高828米），南边是宝文山（458米），东边是南北延伸的食藏山（598米）。大田附近还有九峰山（163米）、道德峰和金屏山等。从南方流入的柳等川，穿越大田市中心，在西北部与由西南流入的甲川汇成一条大的河流，在西北新滩津注入锦江，并在其流域内形成西北部平原。:287

### 气候
大田广域市是典型的大陆性气候，冬夏温差大。冬季受寒冷的大陆高气压影响，夏季受高温多湿气团影响。大田年平均气温为12.1摄氏度，其中1月份平均气温-2.3摄氏度，8月份平均气温为25.5摄氏度。年平均降水量在1359.9毫米上下，其中55%以上的降水都集中在夏季。:287
| 大田 (1971-2000)   | 大田 (1971-2000) | 大田 (1971-2000) | 大田 (1971-2000) | 大田 (1971-2000) | 大田 (1971-2000) | 大田 (1971-2000) | 大田 (1971-2000) | 大田 (1971-2000) | 大田 (1971-2000) | 大田 (1971-2000) | 大田 (1971-2000) | 大田 (1971-2000) | 大田 (1971-2000) |
| 月份               | 1月              | 2月              | 3月              | 4月              | 5月              | 6月              | 7月              | 8月              | 9月              | 10月             | 11月             | 12月             | 全年             |
| ------------------ | ---------------- | ---------------- | ---------------- | ---------------- | ---------------- | ---------------- | ---------------- | ---------------- | ---------------- | ---------------- | ---------------- | ---------------- | ---------------- |
| 平均高温 °C（°F）  | 3.3 (37.9)       | 5.7 (42.3)       | 11.5 (52.7)      | 19.1 (66.4)      | 23.8 (74.8)      | 27.4 (81.3)      | 29.7 (85.5)      | 30.2 (86.4)      | 25.9 (78.6)      | 20.4 (68.7)      | 12.7 (54.9)      | 6.1 (43.0)       | 18.0 (64.4)      |
| 平均低温 °C（°F）  | −6.3 (20.7)      | −4.5 (23.9)      | 0.2 (32.4)       | 6.3 (43.3)       | 11.7 (53.1)      | 17.2 (63.0)      | 21.8 (71.2)      | 21.8 (71.2)      | 15.8 (60.4)      | 8.3 (46.9)       | 1.9 (35.4)       | −3.9 (25.0)      | 7.5 (45.5)       |
| 平均降水量 mm（）  | 29.5 (1.16)      | 36.4 (1.43)      | 60.5 (2.38)      | 87.2 (3.43)      | 97.0 (3.82)      | 174.3 (6.86)     | 292.2 (11.50)    | 296.5 (11.67)    | 141.5 (5.57)     | 56.9 (2.24)      | 51.7 (2.04)      | 30.1 (1.19)      | 1,353.8 (53.30)  |
| 平均相對濕度（％） | 68.9             | 66.0             | 63.8             | 61.6             | 65.8             | 73.2             | 80.1             | 79.8             | 77.6             | 73.7             | 73.4             | 71.8             | 71.3             |
| 月均日照時數       | 156.7            | 161.0            | 196.4            | 220.6            | 237.7            | 200.3            | 168.2            | 188.0            | 186.5            | 201.3            | 153.2            | 151.1            | 2,221            |
| 来源：기상청       |                  |                  |                  |                  |                  |                  |                  |                  |                  |                  |                  |                  |                  |

## 行政区划
- 中區
- 東區
- 西區
- 大德区
- 儒城区

## 政治
- 市長：廉弘喆（염홍철、2010年7月1日～現任）・・・第10屆市長（民選5期）[3]
  - 第9任市長（民選4屆）：朴城孝（박성효、2006年7月1日～2010年6月30日）
  - 第8任市長（民選3屆）：廉弘喆（염홍철、2002年7月1日～2006年6月30日）
  - 第7任市長（民選2屆）：洪在基（홍선기、1998年7月1日～2002年6月30日）
  - 第6任市長（民選1屆）：洪在基（홍선기、1995年7月1日～1998年6月30日）
- 議會：22席（區域19席／比例代表3席）・・・

|          | 合計 | 自由 先進黨 | 民主黨 | 大國 家黨 |
| -------- | ---- | ----------- | ------ | --------- |
| 合計     | 22   | 16          | 5      | 1         |
| 區域     | 19   | 15          | 4      | 0         |
| 比例代表 | 3    | 1           | 1      | 1         |

## 交通

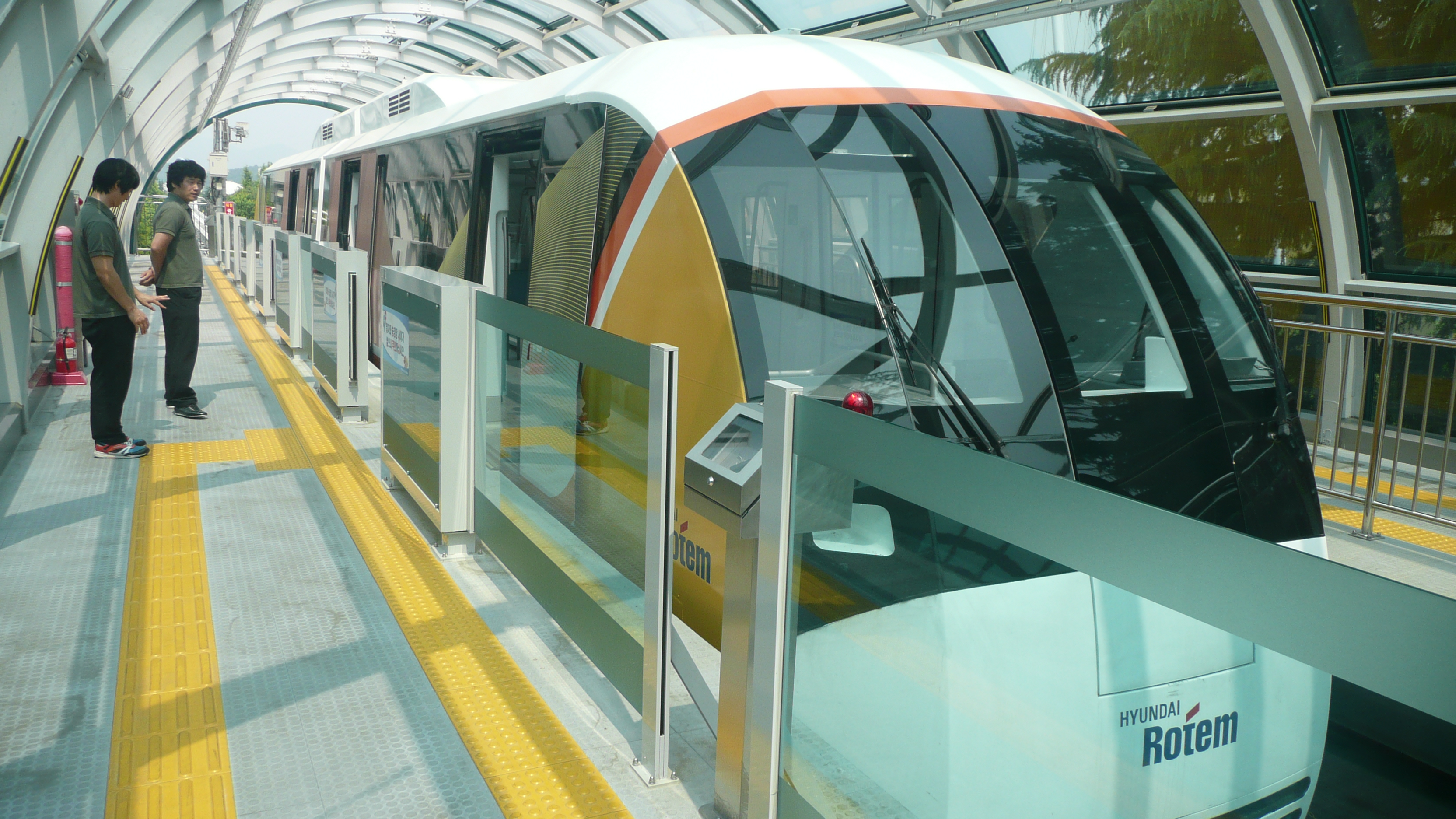
行經大田的磁浮列车

大田是韩国两条重要铁路京釜线和湖南线的交汇处，也是韩国两条重要高速公路京釜高速公路、湖南高速公路的交汇处。
乘坐韩国高铁从大田到首尔仅需50分钟。位于大田北部的清州国际机场是距离大田最近的机场，开车需30分钟到达。

### 地铁
大田地铁规划有5条地铁线。目前实际运营的只有1号线。1号线2006年3月16日开始部分运营，2007年4月17日开始全线运营。1号线连接大田的老城区市中心和新开发的地区。与首尔地下铁相比，大田地铁的地鐵車廂要窄些，车厢之间没有连接门。每辆机车共有4节车厢而不是10节。每个座位下还留有存放行李的空间。
大田地铁票是塑料圆片的，以便于做广告。在出站时需要将地铁票投入出口验票机。大田地铁建有月台幕门。

### 巴士
- 大田综合客運站（朝鲜语：대전복합터미널）
- 大田巴士（朝鲜语：대전광역시의 시내버스）

## 教育

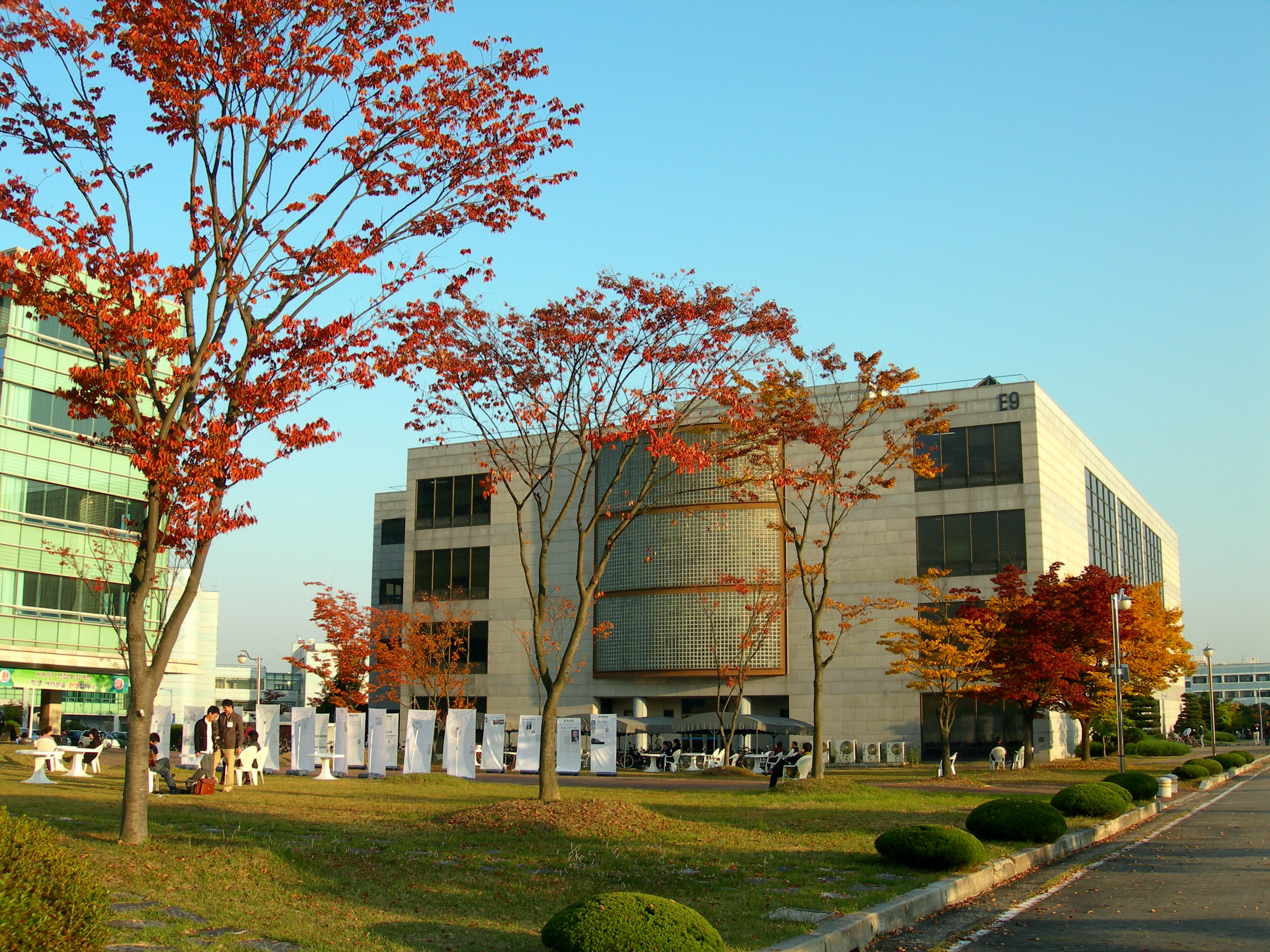
韩国科学技术院（KAIST）图书馆

大田被喻为韩国的硅谷，是韩国众多私立和公立研究机构的所在地。三星集团的研发中心、信息技术研究院、韩国科学技术联合大学都位于大田儒城区的大德研究园地内。
位于大田的韩国科学技术院（KAIST）是一所所公立研究型综合大学。该校在2010QS世界大学排名中排名第79，其中工程与IT排名第24名。在泰晤士高等教育世界大学声誉排名第79位。美国新闻与世界报道全球大學排名201-300。
忠南国立大学，是韩国10所国立旗舰大学之一。该校在2010年QS世界大学排名中排名501-550，亚洲排名113。
培材大学是韩国历史最为悠久的私立大学之一。位于大田的其它高等院校还有韩巴大学、又松大学、韩南大学、木園大學和大德大學。

## 文化

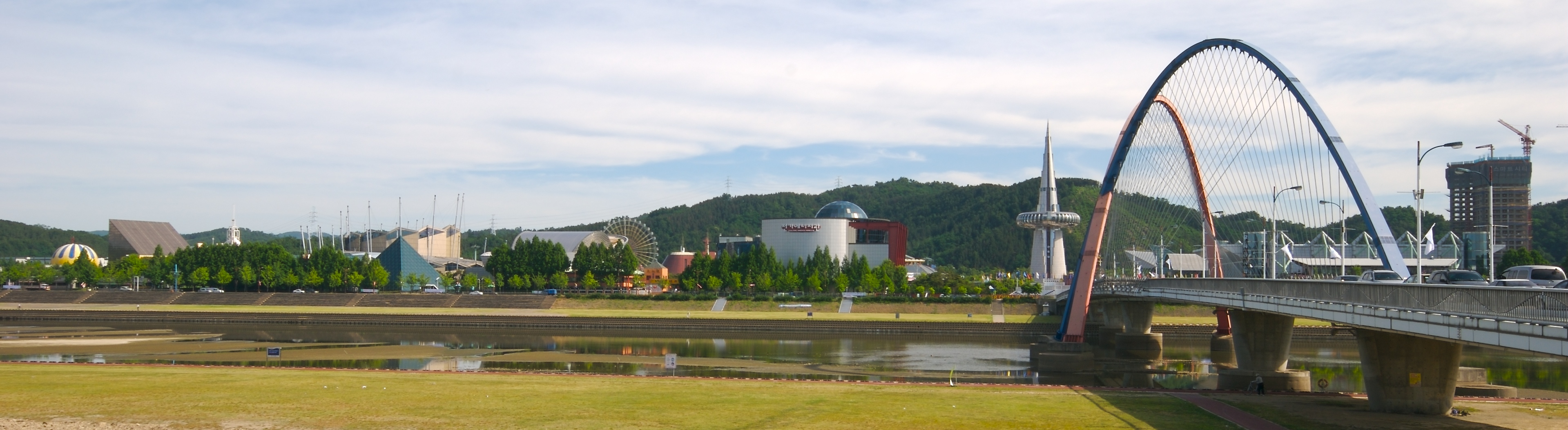
大田国际博览会

### 公园
大田是1993年世界博览会的举办城市。世博会的原址目前已成为世博会公园。许多世博会标志性建筑比如光明塔、世界博览会大桥等都依然在世博园内。在世博园一旁是韩国国立中央科学馆。科学馆于1990年开馆。
EXPO科学公园、儒城温泉、九峰山红叶、壮泰山休养林、大清湖、鸡足山、食藏山和宝文山8个景点被大田市政府指定为“大田八景”。

### 艺术

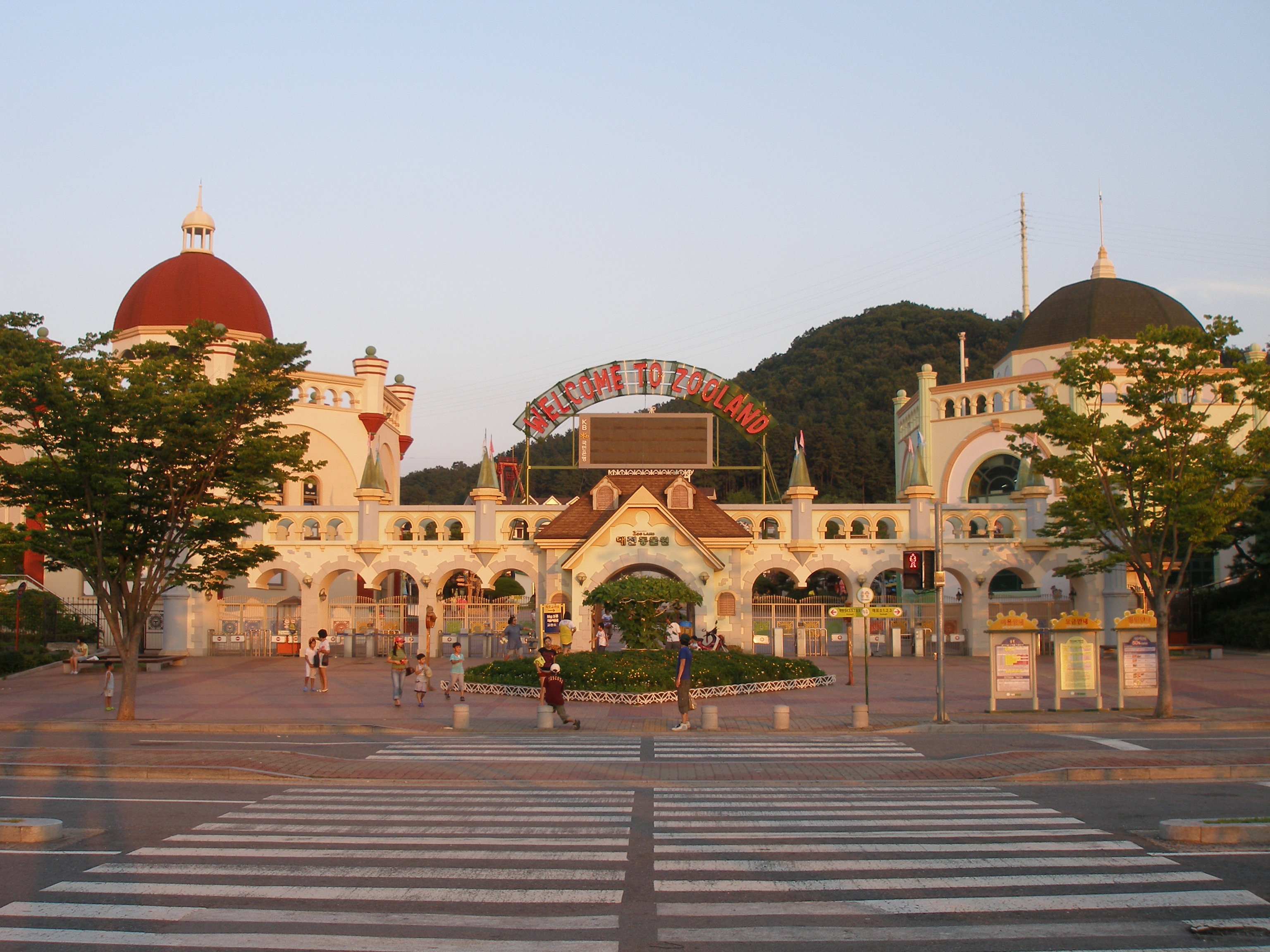
大田动物园

大田市立美术馆是所融合艺术与科技的艺术馆。自1998年建馆以来已经承办了无数的展览。大田文化艺术中心是大田交响乐团演出的主要场所。乐团最近已经完成了包括美国和日本的多个国际演出。

### 体育
大田世界杯竞技场为2002年世界杯所建，承办了多场世界杯赛包括韩国队与意大利队的比赛。目前该球场是K联赛球队大田市民的主场。
大田棒球场是韩国棒球委员会韩华鹰的主场。
大田是著名高尔夫球员朴世莉、张晶和著名棒球选手具臺晟的故乡。
KPOP
大田是IVE成員安兪眞、NMIXX成員Sullyoon的故鄉

## 友好城市
| - 墨西哥瓜达拉哈拉 （1997年） - 日本岛根县大田市 （1987年） - 美国华盛顿州西雅图 （1989年） - 匈牙利布达佩斯 （1994年） - 中华人民共和国江苏省南京市 （1994年） - 加拿大艾伯塔卡尔加里 （1996年） - 瑞典乌普萨拉 （1999年） | - 俄羅斯新西伯利亚 （2001年） - 布里斯班 （2002年） - 越南平陽省 （2005年） - 日本北海道札幌市 （2010年） - 中华人民共和国辽宁省沈阳市 （2013年） - 中華民國高雄市 （2017年） |